# (905) Universitas
(905) Universitas es un asteroide que forma parte del cinturón de asteroides y fue descubierto el 30 de octubre de 1918 por Friedrich Karl Arnold Schwassmann desde el observatorio de Hamburgo-Bergedorf, Alemania.

## Designación y nombre
Universitas se designó al principio como 1918 ES.
Más adelante, fue nombrado por la universidad de Hamburgo con la palabra latina de igual significado en español.

## Características orbitales
Universitas orbita a una distancia media del Sol de 2,216 ua, pudiendo alejarse hasta 2,555 ua. Tiene una excentricidad de 0,1528 y una inclinación orbital de 5,324°. Emplea en completar una órbita alrededor del Sol 1205 días.
Universitas pertenece a la familia asteroidal de Flora.